# Sternberg-Nunatak
Der Sternberg-Nunatak (russisch Нунатак Штернберга Nunatak Schternberga) ist ein Nunatak in den Prince Charles Mountains des ostantarktischen Mac-Robertson-Lands. Er ragt unmittelbar nordwestlich des Mount Beck in den Nunataki Fesenkova auf.
Russische Wissenschaftler benannten ihn. Der Namensgeber ist nicht überliefert. Möglicherweise handelt es sich dabei um den russischen Maler Wassili Iwanowitsch Sternberg (1818–1845).